# Costruzioni Meccaniche Nazionali

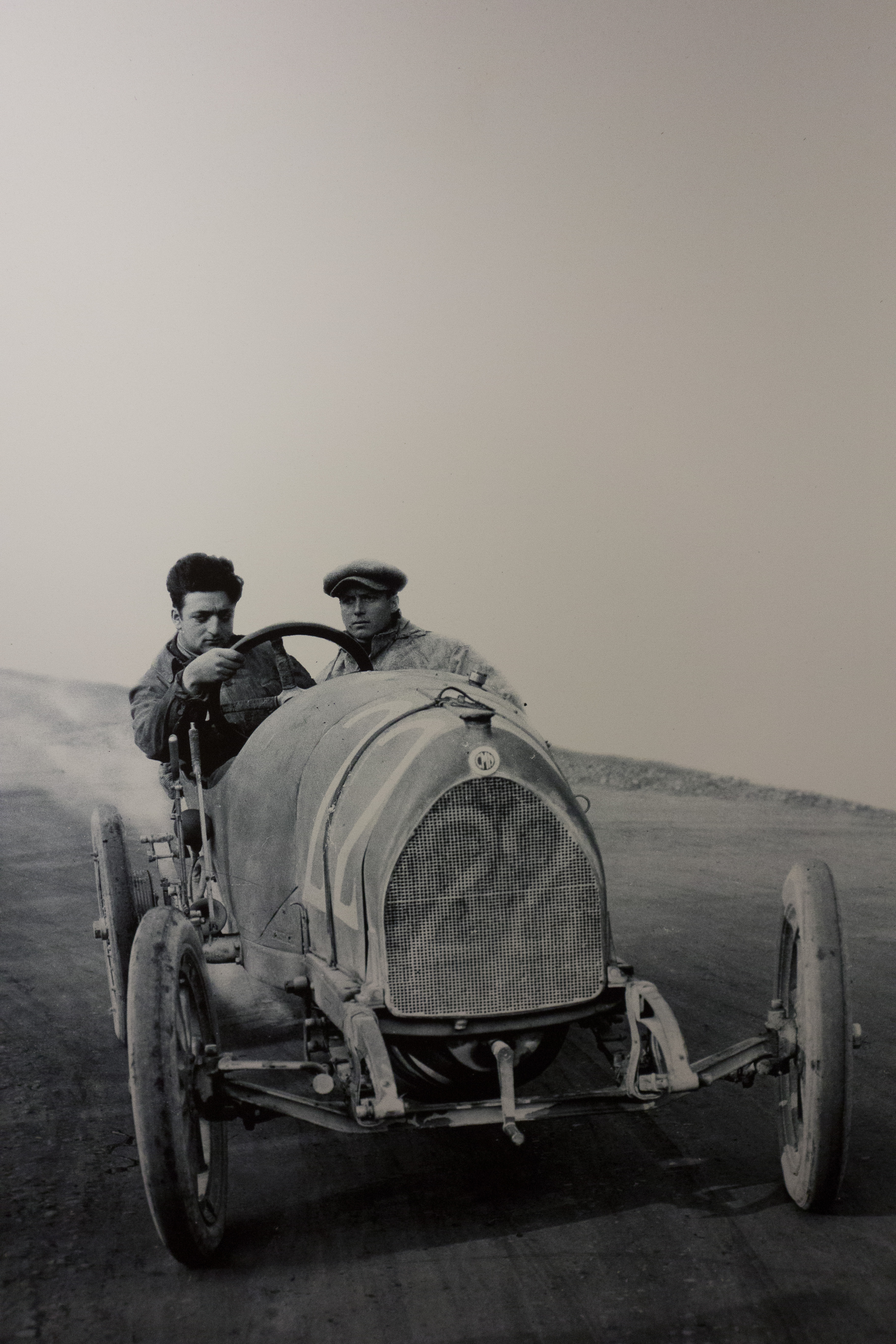
Enzo Ferrari auf CMN bei der Targa Florio 1919

Costruzioni Meccaniche Nazionali S.A. war ein italienischer Hersteller von Automobilen.

## Unternehmensgeschichte
Das Unternehmen aus Mailand begann 1919 mit der Produktion von Automobilen. Der Markenname lautete CMN. 1920 übernahm es die Werksanlagen des aufgelösten Unternehmens De Vecchi. Im gleichen Jahr begann eine Zusammenarbeit mit Officine Meccaniche Toscane. 1923 endete die Produktion.

## Fahrzeuge
Das erste Modell war der 15/20 HP. Dieser Sportwagen hatte einen Vierzylindermotor mit 2297 cm³ Hubraum. 1922 folgten das Vierzylindermodell Tipo 7 mit 1940 cm³ Hubraum, ein weiteres Vierzylindermodell mit 2200 cm³ Hubraum und das Modell 25 HP mit einem Sechszylindermotor und 3000 cm³ Hubraum.

## Renneinsätze
Enzo Ferrari und Ugo Sivocci bestritten für CMN Autorennen wie die Targa Florio.